# Zeraphine
Zeraphine är ett tyskt alternativ rock/gothic metal-band grundat år 2000 av medlemmar från det då splittrade bandet Dreadful Shadows. Bandet spelar både på tyska och engelska.

## Medlemmar
- Sven Friedrich – sång, programmering
- Norman Selbig – gitarr
- Manuel Senger – gitarr
- Michael Nepp – basgitarr
- Marcellus Puhlemann – trummor

## Diskografi

### Studioalbum
- 2002: Kalte Sonne
- 2003: Traumaworld
- 2005: Blind Camera
- 2006: Still
- 2010: Whiteout
- 2019: Tributes (cover-album släppt i 1000 exemplar exklusivt till medlemmarna i Shadowplay fanclub)

### Samlingsalbum
- 2007: Years in Black

### Singlar
- 2002: "Die Wirklichkeit"
- 2003: "Be My Rain"
- 2004: "New Year’s Day" (U2-cover)
- 2005: "Die Macht in Dir"
- 2006: "Still"
- 2006: "Inside Your Arms"
- 2010: "Out of Sight"